# Salacia alata
Salacia alata är en nässeldjursart som beskrevs av Watson 2000. Salacia alata ingår i släktet Salacia och familjen Sertulariidae. Inga underarter finns listade i Catalogue of Life.